# Peter Büchner (Erziehungswissenschaftler)
Peter Büchner (* 31. Dezember 1941 in Glauchau, Sachsen) ist ein deutscher Erziehungswissenschaftler und Bildungssoziologe, der bis 2007 an der Philipps-Universität Marburg in Forschung und Lehre tätig war.

## Leben
Peter Büchner wuchs in der ehemaligen SBZ und späteren DDR auf und ging dort in die Schule. 1955 siedelte seine Familie in die Bundesrepublik um und fand dort am Bodensee eine neue Bleibe. 
1962 machte Büchner Abitur am Ambrosius-Blarer-Gymnasium in Gaienhofen/Bodensee. 1962 bis 1964 absolvierte er zunächst seinen Wehrdienst in der Bundeswehr. 1964 bis 1968 studierte er an der Universität des Saarlandes in Saarbrücken, am University College London und an der Universität Orléans Übersetzungswissenschaft (Englisch/Französisch) und Politikwissenschaft. 1968 schloss er sein Studium an der  Universität des Saarlandes mit der Diplomprüfung ab. Nach einem Aufbaustudium der Fächer Politikwissenschaft, Soziologie und Erziehungswissenschaft an der Universität Konstanz promovierte er dort 1972 zum Dr. rer. soc. An der FU Berlin habilitierte er sich schließlich 1977 für das Fach Bildungssoziologie. 
1968 bis 1974 war Büchner wissenschaftlicher Mitarbeiter am Zentrum für Bildungsforschung an der Universität Konstanz. Zwischen 1974 und 1979 schloss sich eine Tätigkeit als Assistenzprofessor an der FU Berlin an. 1979 folgte er einem Ruf an die Philipps-Universität Marburg, wo er bis zu seiner Versetzung in den Ruhestand (2007) als Professor für Erziehungswissenschaft tätig war. Seit 2010 lebt er mit seiner Familie in Frankfurt/Main.
Büchners Werk umfasst zahlreiche Veröffentlichungen (als Autor und Herausgeber) zu bildungs- und kindheitssoziologischen Problemstellungen, die sich auf theoretische und empirische Forschungsergebnisse im Feld der Schul-, Kindheits-, Familien- und Generationenforschung stützen. 

## Publikationen (Auswahl)
- Einführung in die Soziologie der Erziehung und des Bildungswesens. Wiss. Buchgesellschaft, Darmstadt 1985, ISBN 3-534-06908-0.
- mit Heinz-Hermann Krüger und Lynne Chisholm (Hrsg.): Kindheit und Jugend im interkulturellen Vergleich. Leske + Budrich, Opladen 1990, ISBN 3-8100-0799-4.
- mit Heinz-Hermann Krüger: Aufwachsen hüben und drüben. Leske + Budrich, Opladen 1991, ISBN 3-8100-0895-8.
- mit Manuela du Bois-Reymond, Heinz-Hermann Krüger, Jutta Ecarius und Burkhard Fuhs: Kinderleben. Leske + Budrich, Opladen 1994, ISBN 3-8100-1169-X.
- mit Burkhard Fuhs und Heinz-Hermann Krüger: Vom Teddybär zum ersten Kuss. Leske + Budrich, Opladen 1996, ISBN 3-8100-1442-7.
- mit Manuela du Bois-Reymond, Burkhard Fuhs und Heinz-Hermann Krüger: Teenie-Welten. Aufwachsen in drei europäischen Regionen. Leske + Budrich, Opladen 1998, ISBN 3-8100-2019-2.
- mit Ulf Preuss-Lausitz u. a.: Kriegskinder, Konsumkinder, Krisenkinder. Zur Sozialisationsgeschichte seit dem Zweiten Weltkrieg. 4. Auflage. Beltz, Weinheim/Basel 1995, ISBN 3-407-34024-9.
- mit Anna Brake: Bildungsort Familie. Transmission von Bildung und Kultur im Alltag von Mehrgenerationenfamilien. VS-Verlag, Wiesbaden 2006, ISBN 3-531-14663-7.
- mit Anna Brake: Bildung und soziale Ungleichheit. Kohlhammer, Stuttgart 2012, ISBN 978-3-17-020374-7.